# 馬里博爾足球俱樂部
馬里博爾足球俱樂部是斯洛文尼亞的一家足球俱樂部，位於馬里博爾。被認為是代表斯洛文尼亞的足球俱樂部。
截止2021–22赛季，马里博尔已创纪录地赢得16次斯洛文尼亚足球甲级联赛冠军，9次斯洛文尼亚杯冠军和4次斯洛文尼亚超级杯冠军。俱乐部是斯洛文尼亚足球甲级联赛的两个创始成员之一（另一为采列足球俱樂部），自1991–92赛季以来从未从联赛中降级。在1991年斯洛文尼亚独立之前，马里博尔在南斯拉夫的足球系统中比赛。
马里博尔与来自斯洛文尼亚首都卢布尔雅那的奥林匹亚有着长期的竞争关系，两者之间的对抗被称作永恒德比。此外，与采列的比赛被称为施蒂里亚德比，与穆拉的比赛被称为普雷克穆列-施蒂里亚德比。马里博尔的主场是人民花園球场，可以容纳11,709个座位。俱乐部的传统颜色是紫色、黄色和白色。

## 外部連結
- 官方網站 （页面存档备份，存于） （斯洛維尼亞語和英語）
- 官方球迷網站 （页面存档备份，存于） （斯洛維尼亞語）
- PrvaLiga profile （页面存档备份，存于） （斯洛維尼亞語）